# Eragrostis longipes
Eragrostis longipes är en gräsart som beskrevs av Yi Li Keng. Eragrostis longipes ingår i släktet kärleksgrässläktet, och familjen gräs. Inga underarter finns listade i Catalogue of Life.